# 京都暁星高等学校
京都暁星高等学校（きょうとぎょうせいこうとうがっこう）は、京都府宮津市獅子崎にある私立高等学校。学校法人聖ヨゼフ学園が運営。

## 概要
栗田半島の付け根にあり、校地からは天橋立が見える。校地面積は約35,000m2であり、甲子園球場約1個分に相当する。校舎は木造平屋建であり、日本建築士会連合会奨励賞、日本建築学会作品選集2005、hiroba作品賞、エコビルド賞、環境・設備デザイン賞環境デザイン部門最優秀賞、中国木材建築作品コンテスト最優秀賞などを受賞している。
全日制で普通科設置。2年次に進学・福祉・情報の各類型に分かれる。カトリック系の高校であり、カリキュラムには宗教の時間がある。創立記念日・死者ミサ・学校クリスマスなどの大きな行事の際にはミサが行われる。校訓は「自尊・自知・自制」である。2006年（平成18年）時点では教師の約35%がカトリック信徒だったが、2004年には聖母訪問会の会員が退職しており、修道者のいない学校となっている。同年時点では千葉県・静岡県・兵庫県など京都府以外から進学した生徒がいた。

## 沿革
旧校地時代
- 1907年（明治40年） - フランス人宣教師ルイ・ルラーブが与謝郡宮津町のカトリック宮津教会の敷地内に宮津裁縫伝習所を設立[4]。宮津町長の要請もあった[5]。
- 1932年（昭和7年） - 宮津町柳縄手に新校舎が竣工[4]。
- 1948年（昭和23年） - 暁星高等学校が設立される。
- 1961年（昭和36年） - 暁星女子高等学校に改称[4]。
- 1968年（昭和43年） - 寄宿舎（聖母寮）が竣工[4]。

現校地時代
- 2003年（平成15年） - 宮津市獅子崎の関西電力宮津ガスタービン発電所跡地に移転[4][6]。京都暁星高等学校に改称して共学化[4][6]。福祉コース・国際協力コース・情報コースを設置[6]。

## 歴代理事長・校長
歴代理事長
- 1942年 - 1968年（初代）：Sr.ヴェロニカ鈴木ふ志
- 1968年 - 1978年（2代）：Sr.ロマナ関ワカ子
- 1978年 - 1984年（3代）：Sr.コレッタ渡辺嘉子
- 1984年 - 1993年（4代）：Sr.ロマナ関ワカ子
- 1993年 - ????年（5代）：古川八郎
- ????～：小林圭児

歴代校長
- 1907年 - 1932年（初代）： ルイ・ルラーブ神父
- 1932年 - 1968年（2代）：Sr.ジョゼフィン岡はじめ
- 1968年 - 1973年（3代）：Sr.ニナ田井淳子
- 1973年 - 1983年（4代）：Sr.ジュヌヴィェーブ益尾悦子
- 1983年 - 1987年（5代）：松崎政好
- 1987年 - 1989年（6代）：三島聖司
- 1989年 - 1991年（7代）：デュフェール・アルマン神父
- 1991年 - 2004年（8代）：Sr.パウラ米田ミチル
- 2004年 - ????年（9代）：玉手健裕

## 出身者
- 小谷美紗子 - シンガーソングライター